# باري أندرسون
باري أندرسون (بالإنجليزية: G. Barry Anderson)‏ هو محامي وقاضي أمريكي، ولد في 24 أكتوبر 1954 في مانكاتو في الولايات المتحدة.

## وصلات خارجية
- باري أندرسون على موقع إن إن دي بي (الإنجليزية)